# Leucopis celsa
Leucopis celsa är en tvåvingeart som beskrevs av Tanasijtshuk 1979. Leucopis celsa ingår i släktet Leucopis och familjen markflugor. Inga underarter finns listade i Catalogue of Life.